# Seattle Sea Dragons
| Seattle Sea Dragons                                             | Seattle Sea Dragons                                               |
| Gegründet 2018 – Aufgelöst 2023 Spielten in Seattle, Washington | Gegründet 2018 – Aufgelöst 2023 Spielten in Seattle, Washington   |
| --------------------------------------------------------------- | ----------------------------------------------------------------- |
| \| \| \| \| \| \|                                               |                                                                   |
| Liga                                                            |                                                                   |
| - XFL (2020–2023) West Division (2020) North Division (2023)    |                                                                   |
| Personal                                                        |                                                                   |
| Besitzer                                                        | Alpha Acquico, LLC (RedBird Capital, Dwayne Johnson, Dany Garcia) |
| Präsident                                                       | Ryan Gustafson                                                    |
| General Manager                                                 | Jim Haslett                                                       |
| Head Coach                                                      | Jim Haslett                                                       |
| Teamgeschichte                                                  |                                                                   |
| Teamnamen                                                       | - Seattle Dragons (2020) - Seattle Sea Dragons (2023)             |
| Erfolge                                                         |                                                                   |
| Meisterschaften (0)                                             |                                                                   |
| Play-off-Teilnahmen (1) 2023                                    |                                                                   |
| Stadien                                                         |                                                                   |
| - Lumen Field                                                   |                                                                   |
|                                                                 |                                                                   |
|                                                                 |                                                                   |

Die Seattle Sea Dragons (ursprünglich Seattle Dragons) waren eine American-Football-Mannschaft aus Seattle. Das Team gehörte zur 2020 gegründeten XFL und trug seine Heimspiele im Lumen Field aus, das auch von den Seattle Seahawks aus der NFL und den Seattle Sounders aus der MLS genutzt wird.

## Geschichte

### Saison 2020
Zusammen mit New York City, Dallas, Houston, Los Angeles, St. Louis, Tampa Bay und Washington, D.C. gehört Seattle zu den Gründungsstädten der XFL. Sieben der acht Gründungsteams befinden sich in einer Stadt mit mindestens einem NFL-Team. Pete Carroll, der Head Coach der Seahawks sagte, dass es ihm nichts ausmache, dass die XFL ein neues Team in Seattle gründen will und dass Seattle die neue Liga mit offenen Armen willkommen heißen wird.
Der frühere Seahawks-Quarterback Jim Zorn, der als erster Quarterback für die Seahawks startete, wurde am 25. Februar 2019 als Head Coach bekannt gegeben. Am 22. Juni 2019 fand im Seattle Memorial Stadium das XFL Summer Showcase statt, in dem etwa 100 Spieler für das neue Team zum Probetraining kamen.
Am 27. Juni gab das USPTO bekannt, dass die XFL-Muttergesellschaft Alpha Entertainment Marken für die Namen Seattle Dragons, Seattle Wild, Seattle Fury, Seattle Surge und Seattle Force angemeldet hatte. Seattle Dragons war der Name, der letztendlich am 21. August enthüllt wurde. Das Teamlogo und die Spielkleidung wurden am 3. Dezember 2019 enthüllt.
Am 8. Februar 2020 spielten die Seattle Dragons ihr erstes Spiel gegen die DC Defenders in Washington, D.C, welches sie mit 19:31 verloren. Nach dem Ausbruch der Covid-19-Pandemie stellte die Liga nach fünf Spieltagen den Spielbetrieb ein und ging anschließend in Insolvenz. Die Dragons hatten eines ihrer fünf Spiele gewonnen.

### Saison 2023
Die Liga wurde von einer Investorengruppe um Dwayne 'The Rock' Johnson und seine Managerin Dany Garcia übernommen und kündigte die Wiederaufnahme des Spielbetriebs an: ursprünglich für 2022, schlussendlich aber für 2023. Im Oktober 2022 kündigte die XFL die Teams der Saison 2023 an, darunter auch die Namensänderung der Dragons zu den Seattle Sea Dragons.
Ihre erste vollständige Regular Season beendeten die Sea Dragons mit sieben Siegen in zehn Spielen auf dem zweiten Tabellenplatz ihrer Division, womit sie sich für das Divisionsfinale gegen die erstplatzierten DC Defenders qualifizierten. Ausschlaggebend hierfür war die Anwendung mehrerer Tie-Break-Regeln, da die St. Louis BattleHawks dieselbe Saisonbilanz wie die Sea Dragons hatten, wodurch beide zum Ende der Regular Season um den zweiten Platz konkurrierten. Nachdem es zur Halbzeit des Divisionsfinales noch Gleichstand hieß, konnten die Defenders sich in der zweiten Spielhälfte durchsetzen. Die Sea Dragons verloren mit 21:37 und qualifizierten sich damit nicht für das XFL Championship Game.
Im September 2023 berichtete Axios, dass die XFL in Gesprächen mit der USFL bezüglich einer Fusion der Ligen sei. Am 31. Dezember 2023 wurde die Fusion zur United Football League offiziell bekannt gegeben. Am 1. Januar 2024 wurden die acht Teams der neuen Liga bekannt gegeben, die Sea Dragons waren nicht darunter.

## Saisonübersicht
| Saison | Siege | Niederlagen | Platzierung  | Play-off-Ergebnis                                   |
| ------ | ----- | ----------- | ------------ | --------------------------------------------------- |
| 2020 1 | 1     | 4           | 4. XFL West  | Saisonabbruch, keine Play-offs                      |
| 2023   | 7     | 3           | 2. XFL North | 21:37-Niederlage gegen DC Defenders Divisionsfinale |